# Vụ án hai cựu Chủ tịch Ủy ban nhân dân thành phố Đà Nẵng
Vụ án hai cựu chủ tịch Ủy ban nhân dân Thành phố Đà Nẵng là việc hai cựu Chủ tịch UBND TP Đà Nẵng là Trần Văn Minh (nhiệm kỳ 2006-2011) và Văn Hữu Chiến (2011-2015) cùng 18 bị cáo khác bị đưa ra xét xử vì bị cáo buộc phê duyệt chủ trương cho chỉ định mua các nhà, đất công sản có giá trị cao ở Đà Nẵng với giá rẻ; câu kết với đồng phạm để tạo điều kiện cho Phan Văn Anh Vũ (tức Vũ "nhôm"), cựu Thượng tá công an, doanh nhân bất động sản, đứng tên sở hữu trên giấy chứng nhận quyền sở hữu nhà ở mà không qua đấu giá. Nhờ vậy Vũ "nhôm" đã thu lợi bất chính đặc biệt lớn thông qua việc nhận nhiều đất dự án, mua nhà thuộc sở hữu Nhà nước. Hậu quả, theo cáo trạng, số tiền Nhà nước bị thiệt hại tại 22 nhà đất công sản là trên 2.400 tỷ đồng; tại 7 dự án là trên 19.600 tỷ đồng. Tổng số tiền nhà nước bị thiệt hại là hơn 22.000 tỷ đồng.
Trước tòa, ông Minh thừa nhận có vai trò quyết định trong việc chuyển nhượng nhà, đất và quy định mức giá. Còn về việc chuyển nhượng không qua đấu giá đã có từ thời Bí thư Nguyễn Bá Thanh và Chủ tịch Hoàng Tuấn Anh, ông chỉ tiếp tục làm theo. Ông Minh khai lý do giao nhà, đất cho ông Vũ là do Bộ Công an giới thiệu Vũ là sĩ quan tình báo và đề nghị tạo điều kiện cho ông Vũ hoạt động.
Đây là vụ án thuộc diện Ban Chỉ đạo Trung ương về phòng, chống tham nhũng chỉ đạo, theo dõi.

## Vụ án Vũ "nhôm" kỳ 4
Đây là vụ án thứ 4 mà Phan Văn Anh Vũ phải hầu tòa kể từ khi bị dẫn độ về Việt Nam từ Singapore. Phiên tòa đầu là một phiên tòa kín vào ngày 30/7/2018, kéo dài 1 ngày. Ông Vũ bị kết án 9 năm tù về tội Cố ý làm lộ bí mật nhà nước,  sau đó tại tòa phúc thẩm được giảm xuống còn 8 năm. Ngày 20/12/2018, ông Vũ bị xử phạt 17 năm tù về tội lạm dụng chức vụ, quyền hạn chiếm đoạt tài sản. Ngày 13/6/2019 tòa phúc thẩm y án 15 năm tù tội Lợi dụng chức vụ quyền hạn trong khi thi hành công vụ trong một vụ án thứ 3. Cũng theo tòa, hai công ty Xây dựng Bắc Nam 79 và Nova Bắc Nam 79 của Phan Văn Anh Vũ được chọn làm tổ chức bình phong, nhưng không có pháp nhân đầy đủ. Các giao dịch của 2 công ty đều là vô hiệu.

## Cáo trạng
Theo cáo trạng, bị cáo Trần Văn Minh và các đồng phạm đã vi phạm pháp luật nghiêm trọng, cố ý làm trái các quy định về quản lý, sử dụng tài sản Nhà nước, các quy định về quản lý đất đai trong thời gian dài, từ năm 2006 đến năm 2014, gây thất thoát, lãng phí, giúp cho Phan Văn Anh Vũ thu lợi bất chính đặc biệt lớn thông qua việc nhận nhiều đất dự án, mua nhà thuộc sở hữu Nhà nước. Hậu quả, số tiền Nhà nước bị thiệt hại tại 22 nhà đất công sản là trên 2.400 tỷ đồng; tại 7 dự án là trên 19.600 tỷ đồng. Tổng số tiền Nhà nước bị thiệt hại là hơn 22.000 tỷ đồng.  Riêng tại Dự án 29ha Khu đô thị Quốc tế Đa Phước, số tiền các bị cáo gây thiệt hại đã hơn 11.235 tỷ đồng. Theo điều tra, các lãnh đạo Đà Nẵng bán đất vào năm 2011, sau khi đã được xây đê biển và san lấp, nhưng lại áp giá năm 2006 khi còn chưa cải tạo. Đến năm 2018, khu đất được Vũ "nhôm" mua với giá 87 tỷ đồng được định giá hơn 11.300 tỷ đồng.
Qua quá trình điều tra, 20/21 bị cáo thừa nhận sai phạm. Riêng Phan Văn Anh Vũ không thừa nhận hành vi phạm tội. Ông Trần Văn Minh bị cáo buộc giữ vai trò chính, trực tiếp cùng các bị cáo khác làm trái quy định, tạo điều kiện cho Vũ thâu tóm hàng loạt nhà đất. Tuy nhiên đến nay, kết quả điều tra chưa làm rõ được việc chia lợi ích giữa Phan Văn Anh Vũ, Trần Văn Minh và các đồng phạm khác.
Mặc dù tội phạm xảy ra ở Đà Nẵng, tuy nhiên vụ án này Viện KSND Tối cao đã truy tố các bị cáo ra trước TAND TP Hà Nội và phân công Viện KSND TP Hà Nội giữ quyền công tố tại tòa.

## Bị cáo và án tù
Tổng cộng 21 người bị đưa ra xét xử. Phiên tòa xét xử sơ thẩm từ ngày 2/1 đến 13/1/2020.
7 người bị truy tố hai tội Vi phạm quy định về quản lý, sử dụng tài sản Nhà nước gây thất thoát, lãng phí và Vi phạm các quy định về quản lý đất đai: 
- Trần Văn Minh
- Văn Hữu Chiến
- Phan Văn Anh Vũ
- Nguyễn Ngọc Tuấn (cựu Giám đốc Sở Xây dựng, cựu Phó Chủ tịch UBND Đà Nẵng)
- Phan Xuân Ít (cựu Phó Chánh Văn phòng UBND Đà Nẵng)
- Nguyễn Quang Thành (cựu Giám đốc Công ty Minh Hoàng Phát)
- Phan Minh Cương (cựu Tổng Giám đốc Công ty Cổ phần Xây dựng 79, Giám đốc Công ty TNHH I.V.C.)

7 người bị truy tố về tội Vi phạm các quy định về quản lý đất đai:
- Nguyễn Điểu (cựu Giám đốc Sở Tài nguyên Môi trường Đà Nẵng)
- Trần Văn Toán (cựu Phó Giám đốc Sở Tài nguyên Môi trường Đà Nẵng)
- Lê Cảnh Dương (cựu Phó Giám đốc Trung tâm Xúc tiến Đầu tư Đà Nẵng)
- Nguyễn Văn Cán (cựu Chánh Văn phòng UBND Đà Nẵng)
- Đào Tấn Bằng (cựu Phó Chánh Văn phòng UBND Đà Nẵng)
- Nguyễn Viết Vĩnh (cựu Trưởng phòng Quản lý Đô thị)
- Nguyễn Đình Thống (cựu Giám đốc Công ty Quản lý và Khai thác đất Đà Nẵng)

7 người bị xét xử về tội Vi phạm quy định về quản lý, sử dụng tài sản Nhà nước gây thất thoát, lãng phí: 
- Nguyễn Thanh Sang (cựu Phó Giám đốc Sở Tài chính Đà Nẵng)
- Nguyễn Thị Thu Hà (cựu Giám đốc Sở Tài chính Đà Nẵng)
- Nguyễn Công Lang (cựu Giám đốc Công ty Quản lý nhà Đà Nẵng)
- Huỳnh Tấn Lộc (cựu Tổng Giám đốc Công ty Công nghệ phẩm Đà Nẵng)
- Phan Ngọc Thạch (cựu Tổng Giám đốc Công ty Du lịch Đà Nẵng)
- Trần Phi (cựu Tổng Giám đốc Công ty XNK Đà Nẵng)
- Lê Anh Tuấn (nguyên Tổng giám đốc Công ty Cung ứng Tàu biển Đà Nẵng)

Trong số 21 bị cáo, 18 người được tại ngoại.
Phiên tòa xét xử phúc thẩm từ ngày 4/5 đến 12/5/2020, có 20 bị cáo.
Dưới đây là danh sách bản án của hai phiên tòa. Chú thích:
- A: Tội Vi phạm quy định về quản lý, sử dụng tài sản Nhà nước gây thất thoát, lãng phí
- B: Tội Vi phạm các quy định về quản lý đất đai
- TC: Tổng cộng (đơn vị tính là năm)

| STT | Họ và tên          | Sơ thẩm | Sơ thẩm | Sơ thẩm | Phúc thẩm | Phúc thẩm | Phúc thẩm |
| STT | Họ và tên          | A       | B       | TC      | A         | B         | TC        |
| --- | ------------------ | ------- | ------- | ------- | --------- | --------- | --------- |
| 1   | Trần Văn Minh      | 12      | 5       | 17      | 12        | 5         | 17        |
| 2   | Văn Hữu Chiến      | 9       | 3       | 12      | 7         | 3         | 10        |
| 3   | Phan Văn Anh Vũ    | 17      | 8       | 25      | 17        | 8         | 25        |
| 4   | Nguyễn Ngọc Tuấn   | 3       | 2       | 5       | 1,5       | 1,5       | 3         |
| 5   | Phan Xuân Ít       | 4       | 2       | 6       | 4         | 2         | 6         |
| 6   | Nguyễn Quang Thành | 3       | miễn    | 3       | 3         |           |           |
| 7   | Phan Minh Cương    | 3       | miễn    | 3       | 3         |           |           |
| 8   | Nguyễn Điểu        |         | 3       |         |           | 3         |           |
| 9   | Trần Văn Toán      |         | 2,5     |         |           | 2,5       |           |
| 10  | Lê Cảnh Dương      |         | 2       |         |           | 2         |           |
| 11  | Nguyễn Văn Cán     |         | miễn    |         |           |           |           |
| 12  | Đào Tấn Bằng       |         | 1,5     |         |           | 1,5 treo  |           |
| 13  | Nguyễn Viết Vĩnh   |         | 2       |         |           | 2         |           |
| 14  | Nguyễn Đình Thống  |         | 2       |         |           | 1,5       |           |
| 15  | Nguyễn Thanh Sang  | 3       |         |         | 3         |           |           |
| 16  | Nguyễn Thị Thu Hà  | 3       |         |         | 3         |           |           |
| 17  | Nguyễn Công Lang   | 4,5     |         |         | 4,5       |           |           |
| 18  | Huỳnh Tấn Lộc      | 1,5     |         |         | 1,5 treo  |           |           |
| 19  | Phan Ngọc Thạch    | 1,5     |         |         | 1,5       |           |           |
| 20  | Trần Phi           | 2       |         |         | 1         |           |           |
| 21  | Lê Anh Tuấn        | 1,5     |         |         | 1,5 treo  |           |           |

## Phiên tòa
Phiên tòa dự kiến kéo dài từ ngày 2 đến 15/1/2020.  37 người và tổ chức có quyền lợi, nghĩa vụ liên quan đã được tòa triệu tập, trong đó có các giám định viên của Bộ Tài chính, Bộ Xây dựng, Bộ Tài nguyên và Môi trường, Hội đồng Định giá Trung ương. Trong đó đại diện UBND TP Đà Nẵng đến phiên tòa với tư cách là nguyên đơn dân sự.

### Kiến nghị luật sư

#### Kiến nghị triệu tập cựu chủ tịch và Chủ tịch UBND TP Đà Nẵng
- Luật sư Trần Quang Sơn, người bào chữa cho ông Văn Hữu Chiến, đã kiến nghị tòa triệu tập ông Hoàng Tuấn Anh, cựu Chủ tịch UBND TP Đà Nẵng (2004-2006), cựu Bộ trưởng Bộ Văn hóa, Thể thao và Du lịch (2007-2016), để làm rõ trách nhiệm liên quan đến hai dự án nhà đất. Một trong hai dự án mà ông Hoàng Tuấn Anh được cho là có liên quan là nhà đất số 17 Lê Duẩn, phường Hải Châu 1, quận Hải Châu, TP Đà Nẵng. Lô đất có diện tích gần 400 m² này được đấu giá năm 2006, Công ty TNHH Vạn An trúng đấu giá với số tiền hơn 11,1 tỉ đồng, rồi chuyển nhượng lòng vòng và về tay Vũ "nhôm". Lô đất này được Hội đồng định giá tài sản cho biết có giá hơn 64 tỉ đồng vào tháng 4/2018.[9]
- Ông Sơn cũng kiến nghị triệu tập Chủ tịch UBND TP Đà Nẵng Huỳnh Đức Thơ liên quan đến  nhà, đất tại số 16 Bạch Đằng, phường Thạch Thang, quận Hải Châu, TP Đà Nẵng, có diện tích 1.796,1 m² được bố trí cho Sở Tư pháp TP Đà Nẵng làm trụ sở cơ quan. Sau khi Sở Tư pháp chuyển vào Trung tâm hành chính đã giao cho Công ty quản lý nhà Đà Nẵng để quản lý theo diện công sản. Năm 2014, Vũ "nhôm" sử dụng danh nghĩa pháp nhân Công ty Cổ phần Xây dựng Bắc Nam 79 và Công văn số 2012/B11-B61 ngày 23/6/2014 của Bộ Công an có nội dung đề nghị UBND thành phố Đà Nẵng hỗ trợ, xem xét cho Công ty Cổ phần Xây dựng Bắc Nam 79 được nhận chuyển nhượng quyền sử dụng khu đất để phục vụ yêu cầu xây dựng và phát triển tiềm lực của ngành Công an. Năm 2016, UBND TP Đà Nẵng đã chấp nhận cho Công ty Cổ phần Xây dựng Bắc Nam 79 thuê 50 năm với số tiền trả 1 lần hơn 45 tỉ đồng. Theo định giá của Hội đồng định giá tài sản, giá trị lô đất này là hơn 214 tỉ đồng.[9]

Phần trách nhiệm trong các nhà đất ông Sơn nêu trên đều liên quan đến các tội danh mà ông Văn Hữu Chiến đang bị truy tố, xét xử.

#### Kiến nghị về các tài liệu đóng dấu mật
Trong vụ án có một số tài liệu mật và tuyệt mật, có thể là chứng cứ để bào chữa cho bị cáo, luật sư đề nghị HĐXX có hướng dẫn để sử dụng những tài liệu này. Đối với kiến nghị về các tài liệu đóng dấu mật, HĐXX cho biết về nguyên tắc sẽ không công bố công khai tại tòa các tài liệu này, cá nhân nào công bố sẽ phải chịu trách nhiệm. Tuy nhiên, Chủ tọa phiên tòa cũng lưu ý, trong hồ sơ vụ án đã có đề cập nên luật sư có thể vận dụng.

### Cáo trạng và lời khai bị cáo
Có ít nhất 3 bị cáo Nguyễn Văn Cán, Lê Anh Tuấn, Huỳnh Tấn Lộc khai là nhận được chỉ đạo của cựu Bí thư Thành ủy TP Đà Nẵng Nguyễn Bá Thanh.
- Nguyễn Văn Cán khai chịu chỉ đạo gián tiếp từ ông Nguyễn Bá Thanh, trực tiếp từ ông Trần Văn Minh. Có những vấn đề chỉ đạo bằng văn bản, có vấn đề chỉ đạo miệng.[10]
- Lê Anh Tuấn: bị cáo bị buộc tội giúp sức cho Phan Văn Anh Vũ được mua nhà đất ở số 20 Bạch Đằng, gây thiệt hại cho nhà nước số tiền gần 265 tỷ đồng.  Ông Tuấn khai lãnh đạo cấp cao nhất chỉ đạo ông là ông Nguyễn Bá Thanh.[10]
- Huỳnh Tấn Lộc: Bị cáo cho biết năm 2008 mua được 2 lô đất 37 Paster và 57 Lê Duẩn. Sau đó Bí thư Thành ủy TP Đà Nẵng Nguyễn Bá Thanh và Chủ tịch TP Đà Nẵng Trần Văn Minh gọi điện nói cái nào không dùng thì bán cho Vũ. Sau khi Vũ "nhôm" liên hệ để gặp nhau, ông đồng ý nhượng lại lô đất 37 Paster, với thỏa thuận trả thêm cho công ty 500 triệu đồng là tài sản trên đất và 550 triệu để di dời tài sản.[11][12]
- Bị cáo Trần Phi khai do gặp khó khăn về tài chính phải chuyển nhượng nhà đất 106 Trần Phú cho Phan Văn Anh Vũ, được nhận số tiền chênh lệch 700 triệu đồng. Còn lô đất 24 Hoàng Văn Thụ, Công ty CP Xuất Nhập khẩu Đà Nẵng được Vũ trả thêm hơn 1,6 tỷ.[12]

Các quan chức nhà nước khai là làm theo chỉ đạo của cấp trên.
- Phan Xuân Ít: Trong thời gian liên tục từ năm 2006 đến 2013, bị cáo đã trực tiếp tham mưu, đề xuất, soạn thảo các công văn, quyết định có nội dung trái pháp luật về quản lý công sản và pháp luật về đất đai để Trần Văn Minh, Văn Hữu Chiến và Nguyễn Ngọc Tuấn cho phép bán 20 nhà, đất công sản, trong đó có 15 nhà, đất công sản liên quan đến Phan Văn Anh Vũ, gây thiệt hại cho Nhà nước hơn 2,2 ngàn tỉ đồng. Đối với 4 dự án bất động sản, ông Ít đã giúp sức tích cực cho Trần Văn Minh trong việc giao quyền sử dụng đất các Dự án đất này cho Phan Văn Anh Vũ trái quy định của pháp luật, gây thiệt hại cho Nhà nước hơn 6,3 ngàn tỉ đồng. Ông Ít cho là chỉ làm theo chỉ đạo.[11]
- Nguyễn Công Lang: Ông Lang bị cáo buộc là đã tham mưu, đề xuất cho 2 cựu chủ tịch Trần Văn Minh, Văn Hữu Chiến cho phép chuyển nhượng 21 nhà đất công sản cho Vũ "nhôm", gây thiệt hại hơn 2.000 tỉ đồng. Ông Lang khai thực hiện theo chỉ đạo từ cấp trên.[11]

Vì văn bản tuyệt mật của Bộ Công an do Thứ trưởng Công an ký
- Đào Tấn Bằng bị cáo buộc tại dự án khu đất 3.264m² trên đường Ngô Quyền (Công viên An Đồn cũ) cùng với Nguyễn Viết Vĩnh, Phan Xuân Ít có hành vi tham mưu và soạn thảo nội dung công văn để cựu Chủ tịch Trần Văn Minh ký chuyển quyền sử dụng đất, không qua đấu giá, cho Công ty cổ phần Xây dựng Bắc Nam 79 của Phan Văn Anh Vũ. Tiếp đó bị cáo Bằng tiếp tục cùng Nguyễn Viết Vĩnh soạn thảo công văn để Trần Văn Minh ký cho chuyển đổi tên người nhận quyền sử dụng đất từ Công ty cổ phần Xây dựng Bắc Nam 79 sang cho cá nhân Phan Văn Anh Vũ trái quy định của pháp luật, gây thiệt hại hơn 150 tỉ đồng. Bị cáo Bằng lý giải chỉ làm sau khi có bút phê của Trần Văn Minh vào văn bản tuyệt mật của Bộ Công an do Thứ trưởng Công an ký, có đề nghị cho phép công ty bình  phong của Bộ Công an được nhận chuyển nhượng khu đất công viên An Đồn cũ.[13],[14]

Lời khai của 2 cựu chủ tịch:
- Ông Văn Hữu Chiến khẳng định không hưởng lợi ích vật chất khi ký văn bản liên quan 22 nhà đất, dự án bất động sản giao cho phía Vũ "nhôm". Khi còn là phó chủ tịch, việc giao đất cho Vũ được thực hiện theo chỉ đạo của 2 Chủ tịch tiền nhiệm, trong đó có bị cáo Trần Văn Minh. Quyết định giao đất do Chủ tịch UBND TP ban hành dựa trên chủ trương chung của Thường vụ Thành ủy.[2]
- Ông Trần Văn Minh thừa nhận có vai trò quyết định cuối cùng trong việc chuyển nhượng, giao nhà, đất công sản và dự án bất động sản ở Đà Nẵng, và cho rằng việc ký ban hành văn bản chuyển nhượng, giao 22 nhà, đất công sản và 7 dự án cho Phan Văn Anh Vũ đều đúng quy định của pháp luật. Ông cũng công nhận mình là người quyết định mức giá chuyển nhượng, tuy nhiên, ông khai bản thân "làm điều đó là do kế thừa các lãnh đạo tiền nhiệm" và cho đó là chính sách phù hợp với quy định của pháp luật. Ông Minh cũng thừa nhận là người phê duyệt chủ trương chuyển nhượng không đấu giá nhưng việc này xuất phát từ chủ trương của Bí thư Nguyễn Bá Thanh và người tiền nhiệm Hoàng Tuấn Anh. "Chủ trương đó quy định đất chưa được đền bù giải phóng mặt bằng thì không đấu giá. Sau đó, các thế hệ lãnh đạo tiếp theo thực hiện".[2] Về chủ trương giảm 10%, theo lời ông Minh, khi Thanh tra Chính phủ kiểm tra những sai phạm, UBND TP cũng có giải trình gửi Thanh tra Chính phủ, Chính phủ..., sau đó, Ủy ban Kiểm tra có báo cáo 191 về chủ trương giảm 10%, trong đó nói "có sai sót nhưng cũng có tính sáng tạo, mang lại hiệu quả".[1] Ông Minh khai lý do giao nhà, đất cho Phan Văn Anh Vũ là do Bộ Công an giới thiệu: "Vũ là sỹ quan tình báo hoạt động trên địa bàn, Chủ tịch Đà Nẵng phải tạo điều kiện để tình báo viên hoạt động".[15]
- Phan Văn Anh Vũ trước tòa khẳng định làm đúng, không sai phạm gì trong việc mua bán nhà đất công sản. Ngoài ra ông có nộp đơn với đề nghị và phủ nhận: Đề nghị xem xét lại tài sản bị cơ quan công an thu giữ, không đồng ý cáo trạng truy tố, trong quá trình xét xử sẽ đối đáp, không đồng ý việc tịch thu 10 tài sản nhà đất, đề nghị không gọi bị cáo là Vũ "nhôm".[16]
- Nguyễn Quang Thành, Giám đốc Công ty TNHH Minh Hưng Phát, em vợ của bị cáo Phan Văn Anh Vũ khai tiền góp vốn trong công ty là do Phan Văn Anh Vũ cho. Bị cáo chỉ là cổ đông, không tham gia điều hành, chỉ tham gia họp. Tại cơ quan điều tra, bị cáo Thành khai có hành vi ký các tờ trình, hợp đồng mua bán nhà thuộc sở hữu Nhà nước, nhận quyền sử dụng đất… theo chỉ đạo của Phan Văn Anh Vũ, nhưng tại tòa thì khai lại là tự mình ký. Lý giải việc sau khi được nhận chứng nhận quyền sử dụng đất không đứng tên công ty mà chuyển sang cho Vũ, ông Thành nói do khi mua đất không đủ tiền đóng nên phải mượn tiền Vũ.[13]

#### Về cáo buộc số tiền gây thiệt hại ngân sách
Phan Văn Anh Vũ cho rằng việc áp giá hiện tại để quy kết thiệt hại cho giao dịch bất động sản ở thời điểm 10 năm trước là không hợp lý. Cùng quan điểm, cựu Chủ tịch Trần Văn Minh cho rằng cách tính thiệt hại lên tới hơn 11.000 tỉ đồng ở dự án 29ha Khu đô thị mới quốc tế Đa Phước là "vô lý". Dự án này khi Công ty Xây dựng 79 của Vũ tiếp nhận thì chưa phải đất sạch, vẫn là mặt nước biển. Trong khi đó, việc xác định thiệt hại căn cứ giá ở thời điểm khởi tố vụ án (tháng 4/2018) - dự án lúc này đã được san lấp.

## Phát biểu
Cựu Chánh Văn phòng UBND TP Đà Nẵng, Nguyễn Văn Cán, bào chữa cho sự ngay thẳng của mình:
| “ | ...nếu tôi theo nhóm ông Nguyễn Bá Thanh mà tôi nghe, làm theo ý kiến của ông Nguyễn Bá Thanh thì bản thân tôi sẽ sai phạm rất nhiều chứ không phải một văn bản này đâu. | ” |

Phan Văn Anh Vũ đề nghị cơ quan tố tụng không gọi mình là Vũ "nhôm":
| “ | Có đại diện Viện kiểm sát ở đây, bị cáo mong Viện kiểm sát bỏ tên đó. Cha mẹ khai sinh đặt cho bị cáo là Phan Văn Anh Vũ. Bị cáo không có tên Vũ "nhôm". Cứ gọi Vũ "nhôm", báo chí cũng đưa Vũ "nhôm". | ” |

Về đề nghị này, HĐXX đề nghị cơ quan báo chí đưa tin trung thực, tôn trọng quyền cá nhân theo đúng Luật Báo chí và Luật An ninh mạng.
Ông Vũ cũng than phiền:
| “ | Mọi tội lỗi đều quy cho bị cáo, rất đau buồn. Bị cáo giống tội đồ, trung tâm vụ án. Bị cáo chỉ là người đi mua. Công ty của bị cáo mua tài sản của Nhà nước không phải mua của công ty đầu đường xó chợ. Bị cáo phải được bảo vệ quyền lợi của người đi mua. | ” |

Và đòi lại tài sản bị giữ không ghi vào biên bản:
| “ | Bị cáo bị cơ quan điều tra tạm giữ nhiều đồ dùng cá nhân. Các anh điều tra viên lập tới lập lui biên bản. Vào mở niêm phong rồi lại lập tiếp nhưng không bỏ tài sản, chứng cứ này vào cáo trạng. (29.000 đô la Singapore, 1 đồng hồ Rolex, ba cái điện thoại và hình như một máy tính xách tay) | ” |

### Chỉ có nhà bán cho Phan Văn Anh Vũ là sai luật?
Phan Văn Anh Vũ cũng đặt câu hỏi:
| “ | Tôi mua các dự án nhà của thành phố từ 2016. Trong suốt 14 năm đó, trải qua 3 đời Bí thư và 6 thời Chủ tịch, ông nào cũng bán tài sản, tới 12.300 căn nhà, bán công khai cho tất cả những người có nhu cầu, chứ không riêng gì cá nhân ông Vũ. Nếu có sai, cả sáu ông Chủ tịch sai, tại sao mang mình anh Minh ra xử? 14 năm qua, pháp luật chỉ có một, chính sách, quy định, chương trình bán nhà đất đều như nhau; bán cho ông Vũ cũng như vậy, ông Ba, ông Tư, ông Năm, sao xử mình tôi? 12.300 nhà đất, trừ 22 (mà bị cáo Vũ bị cáo buộc vi phạm) ra, còn 12.278 căn kia thì sao? | ” |

## Những nhà đất tại Đà Nẵng bị  Vũ "nhôm" thâu mua với giá rẻ
Là nhân viên tình báo của Tổng cục Tình báo (Bộ Công an), Vũ sử dụng hai tên Lê Văn Sáu, Trần Đại Vũ và thừa nhận 5 công ty liên quan vụ án đều là công ty của gia đình mình. Vũ trực tiếp đại diện Công ty 79 và Công ty Bắc Nam 79. Số còn lại do người thân, bạn bè làm đại diện song Vũ vẫn là cổ đông chính nên quyết định và chỉ đạo mọi hoạt động, để thâu tóm nhà đất ở Đà Nẵng.

### Nhà đất số 319 Lê Duẩn
Tháng 9/2009, Vũ làm tờ trình gởi Chủ tịch UBND TP Đà Nẵng và Tổng cục Tình báo (Bộ Công an) xin mua nhà đất thuộc sở hữu Nhà nước rộng hơn 400 m² tại số 319 Lê Duẩn (Đà Nẵng) để phục vụ hoạt động nghiệp vụ. Ngay sau đó, TP Đà Nẵng cho phép chuyển nhượng lô đất trên cho Công ty CP Xây dựng Bắc Nam 79 của Vũ với giá ưu đãi 6,2 tỉ đồng. Giá trị tại thời điểm khởi tố vụ án là hơn 31 tỉ đồng. Đến tháng 3/2010, Vũ đề nghị UBND TP Đà Nẵng chuyển đổi tên người nhận quyền sử dụng đất từ Công ty CP Xây dựng Bắc Nam 79 sang cho ông ta.

### Lô đất số 16 Bạch Đằng
Lô đất rộng 1.800 m².
Năm 2015, Thứ trưởng Trần Việt Tân ký 2 công văn đề nghị UBND TP Đà Nẵng xem xét định giá thuê đối với nhà, đất tại số 16 Bạch Đằng. Sau đó, TP Đà Nẵng phê duyệt giá bán nhà, vật kiến trúc và giá thu tiền sử dụng đất tại 16 Bạch Đằng cho Công ty CP Xây dựng Bắc Nam 79 là 45 tỉ đồng. Tuy nhiên, kết luận giám định tài sản xác định giá trị quyền sử dụng đất tại số 16 Bạch Đằng là 187 tỉ đồng.

### Công viên An Đồn cũ
Cùng thời điểm, Công ty CP Xây dựng Bắc Nam 79 của Vũ còn đề nghị Chủ tịch UBND TP Đà Nẵng cho nhận quyền sử dụng khu đất 3.200 m² đường Ngô Quyền, quận Sơn Trà (Công viên An Đồn cũ) để phục vụ công tác nghiệp vụ. Lô đất được giao cho công ty của Phan Văn Anh Vũ với giá hơn 17 tỷ đồng. Giá trị tại thời điểm khởi tố vụ án là 167 tỷ đồng. Đến giữa năm 2011, Lê Văn Sáu (tức Phan Văn Anh Vũ) lại làm đơn đề nghị cấp giấy chứng nhận quyền sử dụng đất cho Phan Văn Anh Vũ và được  UBND TP Đà Nẵng cho phép chuyển đổi quyền sử dụng đất từ Công ty CP Xây dựng Bắc Nam 79 sang cho Phan Văn Anh Vũ, thời hạn sử dụng lâu dài với mục đích xây công trình thương mại - dịch vụ, văn phòng, khách sạn.

### Khu đất dự án Việt du lịch ven biển
Khu đất dự án Việt du lịch ven biển từ Vegas Resort đến Khu du lịch Bến Thành Non Nước rộng 1,5 ha ở đường Trường Sa trị giá gần 488 tỉ đồng. Thế nhưng khi Bộ Công an đề nghị UBND TP Đà Nẵng tạo điều kiện để Công ty CP Xây dựng Bắc Nam 79 được nhận quyền sử dụng đất khu đất này, chính quyền địa phương đã cho công ty của Vũ thuê với giá 52 tỷ đồng để đầu tư khu du lịch ven biển trong 50 năm.

### Dự án Phú Gia Compound
Dự án Phú Gia Compound tại phường Tam Thuận, quận Thanh Khê có diện tích 20.000 m². Tháng 3/2009 khu đất rơi vào tay Nguyễn Quang Thành (em vợ Vũ "nhôm"), sau đó trở thành Dự án Phú Gia Compound của Vũ "nhôm". Gây thiệt hại cho ngân sách là 760 tỉ đồng.

### Dự án  Khu du lịch biển Non Nước
Dự án Khu du lịch biển Non Nước tại phường Hòa Hải, quận Ngũ Hành Sơn, diện tích 3,77 ha, cũng được giao cho Vũ năm 2011 không qua đấu giá, gây thiệt hại ngân sách hơn 1.300 tỉ đồng.

### Dự án Khu đô thị Harbour Ville
Khu đô thị Harbour Ville (tại phường Nại Hiên Đông và phường Thọ Quang, quận Sơn Trà) có tổng diện tích 170.213 m² thuộc Khu phức hợp đô thị, thương mại dịch vụ cao tầng. Vũ được nhận quyền sử dụng đất với giá 812.000 đồng/m² ngày 11/6/2011, nhưng phải tự chịu kinh phí san lấp mặt bằng và đầu tư xây dựng hệ cơ sở hạ tầng. Sau đó, Phan Văn Anh Vũ đưa phần diện tích đất kể trên vào dự án Khu đô thị Harbour Ville (do Công ty Cổ phần Đầu tư M. làm chủ đầu tư). Theo cáo trạng đã gây thiệt hại cho ngân sách là 2.800 tỉ đồng.

### Dự án Khu dân cư An Cư 2 và 3
Dự án khu dân cư An Cư 2 và 3 có diện tích 13.088 m². Năm 2006, Vũ lập Công ty TNHH Minh Hưng Phát, cho em vợ Nguyễn Quang Thành làm giám đốc. Sau khi dự án này được cựu Chủ tịch UBND TP Đà Nẵng Trần Văn Minh ký quyết định giao đất cho Công ty Minh Hưng Phát mà không qua đấu thầu, với mức giá hơn 117 tỉ đồng, Vũ chỉ đạo em vợ sang ngay tên cho Vũ toàn bộ 22 lô đất của dự án. Sau đó, Vũ đã bán toàn bộ 22 lô đất cho các cá nhân với giá trị thể hiện trên hợp đồng là 252 tỉ đồng. Dự án này, được cơ quan tố tụng định giá là gần 3.000 tỉ đồng, gây thiệt hại cho Nhà nước 2.873 tỉ đồng.

### Dự án 29ha Khu đô thị Quốc tế Đa Phước
Theo điều tra, các lãnh đạo Đà Nẵng bán đất 29ha Khu đô thị Quốc tế Đa Phước cho Vũ "nhôm" vào năm 2011 với giá 87 tỉ đồng, sau khi đất đã được xây đê biển và san lấp nhưng lại áp giá năm 2006 khi còn chưa cải tạo. Tháng 11/2015, Phan Văn Anh Vũ chuyển nhượng toàn bộ cổ phần tại Cty Phát triển nhà Đa Phước cho ông Võ Ngọc Châu (SN 1964, ở TP.HCM) với giá hơn 428 tỉ đồng. Hiện tại, công ty của ông Châu đã xây dựng tại khu 29 ha này và bán được 189 lô đất biệt thự cho 189 khách hàng với tổng giá trị giao dịch hơn 1.280 tỉ đồng. Đến năm 2018, khu đất này được định giá hơn 11.300 tỉ đồng.

## Kê biên tài sản vụ án thâu tóm đất công Đà Nẵng liên quan đến Vũ "nhôm"
Trong quá trình giải quyết vụ án thâu tóm đất công Đà Nẵng liên quan đến Vũ "nhôm" và 2 cựu Chủ tịch Đà Nẵng gây thất thoát hơn 22.000 tỉ đồng, Cơ quan Cảnh sát điều tra Bộ Công an đã kê biên 42 tài sản, bất động sản có tổng giá trị 3.500 tỉ đồng,  trong đó có 10 tài sản, bất động sản liên quan trực tiếp đến hành vi phạm tội của Vũ trong vụ án được kê biên để thu hồi tài sản và 32 tài sản, bất động sản khác đứng tên Vũ và Nguyễn Thị Thu Hiền (vợ Vũ) được kê biên qua xác minh để đảm bảo thi hành án. Trong các khu đất có 30.000 m² đất thuộc dự án Khu du lịch biển Non Nước (tại phường Hòa Hải, quận Ngũ Hành Sơn, Đà Nẵng, diện tích 3,77 ha).
Phần lớn các khu đất bị thâu tóm đã được sang tên cho pháp nhân khác như 29 ha đất thuộc dự án Khu đô thị mới quốc tế Đa Phước, dự án Khu nhà ở Phú Gia Compound, dự án Khu dân cư An Cư 2 và 3 có diện tích 13.088 m², khu đất tại phường Nại Hiên Đông và phường Thọ Quang (Sơn Trà).
Ngoài ra nhiều công sản, nhà đất đã được chuyển nhượng cho thân nhân, em gái Vũ là Phan Anh Hạnh Trinh đứng tên nhà đất ở 20 Bạch Đằng (giá trị hiện tại là 280 tỉ đồng) và nhà đất 34 Hoàng Văn Thụ với giá hiện tại là 130 tỉ đồng. Chị gái Vũ là Phan Thị Anh Đài cũng nhận chuyển nhượng từ Vũ nhiều bất động sản trong khoảng năm 2017. Cụ thể như: nhà đất 100 Bạch Đằng (86 m²) giá hiện tại là 26 tỉ; nhà đất 37 Pasteur (962 m²) giá trị hiện tại 127 tỉ đồng; nhà đất 39 Pasteur giá trị hiện tại 87 tỉ đồng. Hiện tại, các công sản được sang nhượng cho người thân Vũ đều được kê biên vì các cơ quan tố tụng cho rằng việc chuyển nhượng này có dấu hiệu của việc tẩu tán tài sản.

## Pháp lý về việc người dân mua nhà đất tại 2 dự án 12.000 tỷ đồng của Vũ "nhôm"
Tại hai dự án liên quan đến Vũ "nhôm" là Khu đô thị mới quốc tế Đa Phước và Khu nhà ở Phú Gia Compound (Đà Nẵng), đã  có người dân mua nhà vào ở. Tuy nhiên, theo cáo trạng phiên tòa, hai dự án này đã bị chuyển dịch trái pháp luật với tổng giá trị được định giá 12.000 tỉ đồng cần phải thu hồi để bảo vệ tài sản của Nhà nước.

### Khu đô thị mới quốc tế Đa Phước
Tại Khu đô thị mới quốc tế Đa Phước, Công ty TNHH MTV Phát triển nhà Đa Phước làm chủ đầu tư, triển khai xây dựng khu nhà liền kề thương mại và chung cư cao tầng kết hợp thương mại - dịch vụ. 189 lô đất biệt thự đã được chuyển nhượng cho 189 khách hàng với tổng giá trị giao dịch khoảng 1.280 tỉ đồng. Theo quan sát của báo Tuổi Trẻ, hiện Khu đô thị quốc tế Đa Phước có 7 dãy nhà liền kề đã có người dân tới sinh sống với hơn 100 hộ. Ngoài ra còn có một số nhà đã hoàn thiện có người lui tới thường xuyên, chủ yếu là các dãy nhà 3 và 4 tầng. Người dân ở đó cho biết, dù đã vào ở cách đây hai năm nhưng hiện vẫn chưa được cấp "sổ đỏ", không được cấp sổ hộ khẩu.

### Khu đô thị cao cấp Phú Gia Compound
Tại dự án Khu đô thị cao cấp Phú Gia Compound, Công ty Hùng Vạn Phúc đã ký hợp đồng huy động góp vốn với 115 cá nhân tham gia góp vốn vào 123 căn nhà phố với tổng số tiền hơn 861 tỉ đồng, trong đó số tiền khách hàng đã thực góp là hơn 489 tỉ đồng. Khu đất được thiết kế dạng nhà phố thương mại và nhà phố vườn khép kín, gồm 3 block với 137 căn nhà. Trong đó có 10 căn nhà phố thương mại mặt tiền đường Ông Ích Khiêm và 127 căn nhà phố vườn. Nhiều gia đình đã bỏ ra khoảng 10 tỉ đồng để được sở hữu một căn nhà cũng theo hình thức góp vốn.
Một lãnh đạo Sở Xây dựng Đà Nẵng cho biết giao dịch giữa người dân và chủ đầu tư dự án Phú Gia Compound là giao dịch "mua bán" nhà theo hình thức hợp đồng góp vốn để lách luật. Thực tế dự án này chưa đủ điều kiện để bán nhà ở theo quy định.

### Tình trạng pháp lý người dân mua nhà đất
Luật sư Trần Hậu cho rằng liên quan đến vụ án đang được xét xử đối với ông Phan Văn Anh Vũ, trong trường hợp có các yêu cầu về việc thu hồi quyền sử dụng đất thuộc các dự án đã huy động vốn của người dân mà được tòa án tuyên tiến hành thu hồi thì người dân dễ rơi vào tình trạng mất mát nặng nề về tài sản. Lúc này, người dân muốn bảo vệ quyền lợi của mình chỉ có thể yêu cầu doanh nghiệp trả lại tiền hoặc yêu cầu tòa án giải quyết tranh chấp, bảo vệ quyền lợi của họ.